# Мфатлалацане
Футбольний клуб «Мфатлалацане» або просто «Мфатлалацане» (англ. Mphatlalatsane Football Club) — футбольний клуб з міста Лерібе.

## Історія
Футбольний клуб «Мфатлалацане» було засновано в 1969 році в місті Лерібе. Найкращим досягненням клубу у Прем'єр-лізі було 6-те місце, яке команда посіла в сезоні 2006/07 років. В сезоні 2015/16 років команда посіла останнє 14-те місце в Прем'єр-лізі та вилетіла Другого дивізіону національного чемпіонату.